# Ordgarius
Genre
Synonymes
- Notocentria Thorell, 1894
- Dicrostichus Simon, 1895
- Euglyptila Simon, 1909

Ordgarius est un genre d'araignées aranéomorphes de la famille des Araneidae.

## Distribution
Les espèces de ce genre se rencontrent en Asie du Sud, en Asie de l'Est, en Asie du Sud-Est et en Océanie.

## Liste des espèces
Selon World Spider Catalog (version 23.5, 04/09/2022) :
- Ordgarius acanthonotus (Simon, 1909)
- Ordgarius bicolor Pocock, 1898
- Ordgarius bo Lin & Li, 2022
- Ordgarius clypeatus Simon, 1897
- Ordgarius ephippiatus Thorell, 1898
- Ordgarius furcatus (O. Pickard-Cambridge, 1877)
- Ordgarius hexaspinus Saha & Raychaudhuri, 2004
- Ordgarius hobsoni (O. Pickard-Cambridge, 1877)
- Ordgarius liyuanba Lin & Li, 2022
- Ordgarius magnificus (Rainbow, 1897)
- Ordgarius monstrosus Keyserling, 1886
- Ordgarius pustulosus Thorell, 1897
- Ordgarius sexspinosus (Thorell, 1894)

## Systématique et taxinomie
Ce genre a été décrit par Keyserling en 1886.
Notocentria a été placé en synonymie par Simon en 1895.
Dicrostichus a été placé en synonymie par Davies en 1988.
Euglyptila a été placé en synonymie par Levi en 2003.

## Publication originale
- Keyserling, 1886 : Die Arachniden Australiens. Nürnberg, vol. 2, p. 87-152 (texte intégral).